# Stazione di Dattilo-Napola
La stazione di Dattilo-Napola, in precedenza Erice-Napola, era una stazione ferroviaria posta sulla linea Palermo-Trapani (via Milo). Serviva le località di Dattilo, frazione del comune di Paceco e di Napola, frazione del comune di Erice.

## Storia
La stazione entrò in servizio il 15 settembre 1937, all'attivazione della tratta ferroviaria da Alcamo Diramazione a Trapani, con il nome di “Erice-Napola”.
Dopo i bombardamenti del 1943 a Trapani, la stazione ferroviaria prese il nome di "Dattilo-Napola".
La stazione di Dattilo-Napola venne definitivamente soppressa nel 2002.